# Ghidici

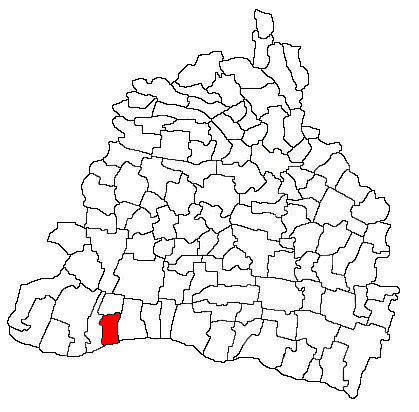
Localização

Ghidici é uma comuna romena localizada no distrito de Dolj, na região de Oltênia. A comuna possui uma área de 43.62 km² e sua população era de 2481 habitantes segundo o censo de 2007.